# Premio Tanizaki
El Premio Tanizaki (谷崎潤一郎賞 Tanizaki Jun'ichirō Shō), llamado así en honor del escritor japonés Jun'ichirō Tanizaki, es uno de los premios literarios japoneses más deseados. Es otorgado anualmente al mejor trabajo literario del año. Suele otorgarse a una obra de literatura pura (junbungaku), ya sea drama o novela, escrita por un escritor de profesión y que sea "representativa de su época", aunque la convocatoria no tiene restricciones particulares además de esta última. El ganador recibie una placa conmemorativa y un premio en efectivo de 1 millón de yenes. Ganar el Tanizaki es una de las marcas de consagración en el mundo literario japonés.
El premio fue creado en 1965 por la editorial Chūō kōronsha (hoy Chuokoron-Shinsha) para conmemorar el 80 aniversario de su fundación.El nombre del premio fue elegido para conmemorar a Jun'ichiro Tanizaki, quien había muerto aquel año y había tenido una relación muy estrecha con la editorial desde el inicio de su carrera, y cita la extensa obra del autor a través de múltiples géneros literarios como su principal referente.
El galardón tiene fama de escoger siempre obras que, a posteriori, se consideran parteaguas en la trayectoria de autores consagrados, como lo fueron en su momento El grito silencioso de Kenzaburo Oé, El fin del mundo y un despiadado país de las maravillas de Haruki Murakami o El cielo es azul, la tierra blanca de Hiromi Kawakami, entre muchos otros. 

## Ganadores
El premio, patrocinado por la compañía Chuokoron-Shinsha, publica una lista oficial de la historia del certamen,la cual se presenta a continuación:
Los títulos marcados con * no cuentan aún con una traducción al español. El título se traduce de forma literal del japonés.
| Año  | Autor                | Título original                                                                                 | Título en español                                        |
| ---- | -------------------- | ----------------------------------------------------------------------------------------------- | -------------------------------------------------------- |
| 1965 | Nobuo Kojima         | Hōyō kazoku (抱擁家族)                                                                          | Abrazo de familia*                                       |
| 1966 | Shūsaku Endō         | Chinmoku (沈黙)                                                                                 | Silencio                                                 |
| 1967 | Kenzaburō Ōe         | Manen gannen no futtoboru (万延元年のフットボール)                                              | El grito silencioso                                      |
| 1967 | Kōbō Abe             | Tomodachi (友達)                                                                                | Amigos*                                                  |
| 1968 | (Desierto)           | (Desierto)                                                                                      | (Desierto)                                               |
| 1969 | Fumiko Enchi         | Shu wo ubau mono (朱を奪うもの) Kizu aru tsubasa (傷ある翼) (Trilogía) Niji to shura (虹と修羅) | El ladrón bermellón* Alas heridas* Arcoiris y shura*     |
| 1970 | Yutaka Haniya        | Yami no naka no kuroi uma (闇のなかの黒い馬)                                                    | Caballo negro en la oscuridad*                           |
| 1970 | Junnosuke Yoshiyuki  | Anshitsu (暗室)                                                                                 | Cuarto oscuro*                                           |
| 1971 | Hiroshi Noma         | Seinen no wa (青年の環)                                                                         | Círculo de juventud*                                     |
| 1972 | Saiichi Maruya       | Tatta hitori no hanran (たった一人の反乱)                                                       | Rebelión de un sólo hombre*                              |
| 1973 | Otohiko Kaga         | Kaerazaru natsu (帰らざる夏)                                                                    | El verano sin retorno*                                   |
| 1974 | Yoshimi Usui         | Azumino (安曇野)                                                                                | Azumino*                                                 |
| 1975 | Tsutomu Mizukami     | Ikkyū (一休)                                                                                    | Ikkyū*                                                   |
| 1976 | Shizuo Fujieda       | Denshin ugaku (田紳有楽)                                                                        | Denshin ugaku*                                           |
| 1977 | Toshio Shimao        | Hi no utsuroi (日の移ろい)                                                                      | El pasar de los días*                                    |
| 1978 | Shin'ichirō Nakamura | Natsu (夏)                                                                                      | Verano*                                                  |
| 1979 | Komimasa Tanaka      | Poroporo (ポロポロ)                                                                             | Poroporo*                                                |
| 1980 | Taeko Kono           | Ichinen no banka (一年の牧歌)                                                                   | Un año pastoral*                                         |
| 1981 | Shichirō Fukazawa    | Michinoku no ningyotachi (みちのくの人形たち)                                                   | Muñecas de Michinoku*                                    |
| 1981 | Akio Gotō            | Yoshino tayū (吉野太夫)                                                                         | Yoshino la cortesana*                                    |
| 1982 | Minako Oba           | Katachi mo naku (寂兮寥兮)                                                                      | Sin forma*                                               |
| 1983 | Yoshikichi Furui     | Asagao (槿)                                                                                     | Campanilla*                                              |
| 1984 | Kuroi Senji          | Gunsei (群棲)                                                                                   | Vida gregaria*                                           |
| 1984 | Yuichi Takai         | Kono kuni no sora (この国の空)                                                                  | El cielo de este país*                                   |
| 1985 | Haruki Murakami      | Sekai no owari to Hādoboirudo Wandārando (世界の終わりとハードボイルド・ワンダーランド)         | El fin del mundo y un despiadado país de las maravillas  |
| 1986 | Keizo Hino           | Sakyu ga ugoku yō ni (砂丘が動くように)                                                         | Como si las dunas de arena se movieran*                  |
| 1987 | Yasutaka Tsutsui     | Yumenokizaka bunkiten (夢の木坂分岐点)                                                          | Cruce en la colina del arbol de los sueños*              |
| 1988 | (Desierto)           | (Desierto)                                                                                      | (Desierto)                                               |
| 1989 | (Desierto)           | (Desierto)                                                                                      | (Desierto)                                               |
| 1990 | Kyoko Hayashi        | Yasurakani ima wa nemuri tamae (やすらかに今はねむり給え)                                       | Duerme tranquilo por ahora*                              |
| 1991 | Hisashi Inoue        | Shanhai Mūn (シャンハイムーン)                                                                  | Shanghai Moon*                                           |
| 1992 | Jakuchō Setouchi     | Hana ni toe (花に問え)                                                                          | Pregúntale a las flores*                                 |
| 1993 | Natsuki Ikezawa      | Mashiasu giri no shikkyaku (マシアス・ギリの失脚)                                               | La caída de Mathías Giri*                                |
| 1994 | Takashi Tsujii       | Niji no misaki (虹の岬)                                                                         | La capa arcoiris*                                        |
| 1995 | Kunio Tsuji          | Saigyo kaden (西行花伝)                                                                         | La vida de Saigyo*                                       |
| 1996 | (Desierto)           | (Desierto)                                                                                      | (Desierto)                                               |
| 1997 | Kazushi Hosaka       | Kisetsu no kioku (季節の記憶)                                                                   | Recuerdos de las estaciones*                             |
| 1997 | Taku Miki            | Roji (路地)                                                                                     | Callejón*                                                |
| 1998 | Yūko Tsushima        | Hi no yama - yamazaruki (火の山―山猿記)                                                         | Montaña de fuego: El cuento del mono de montaña*         |
| 1999 | Nobuko Takagi        | Tokō no ki (透光の樹)                                                                           | Árbol traslúcido*                                        |
| 2000 | Noboru Tsujihara     | Yudotei Maruki (遊動亭円木)                                                                     | Árbol de anfiteatro*                                     |
| 2000 | Ryū Murakami         | Kyoseichu (共生虫)                                                                              | Parásito simbiótico*                                     |
| 2001 | Hiromi Kawakami      | Sensei no kaban (センセイの鞄)                                                                  | El cielo es azul, la tierra blanca: Una historia de amor |
| 2002 | (Desierto)           | (Desierto)                                                                                      | (Desierto)                                               |
| 2003 | Yōko Tawada          | Yōgisha no yakōressha (容疑者の夜行列車)                                                        | Sospechosos en un tren nocturno*                         |
| 2004 | Horie Toshiyuki      | Yukinuma to sono shūhen (雪沼とその周辺)                                                        | Yukinuma y sus alrededores*                              |
| 2005 | Kō Machida           | Kokuhaku (告白)                                                                                 | Confesión*                                               |
| 2005 | Eimi Yamada          | Fūmizekka (風味絶佳)                                                                            | Sabor excelente*                                         |
| 2006 | Yōko Ogawa           | Mīna no Kōshin (ミーナの行進)                                                                   | La niña que iba en hipopótamo a la escuela               |
| 2007 | Seirai Yuichi        | Bakushin (爆心)                                                                                 | Zona cero*                                               |
| 2008 | Natsuo Kirino        | Tokyo-jima (東京島)                                                                             | Isla de Tokyo*                                           |
| 2009 | (Desierto)           | (Desierto)                                                                                      | (Desierto)                                               |
| 2010 | Kazushige Abe        | Pisutoruzu (ピストルズ)                                                                         | Pistolas*                                                |
| 2011 | Mayumi Inaba         | Hantō-e (半島へ)                                                                                | La península de las veinticuatro estaciones              |
| 2012 | Genichiro Takahashi  | Sayonara kurisutofā robin (さよならクリストファー・ロビン)                                      | Adios, Christopher Robin*                                |
| 2013 | Mieko Kawakami       | Ai no Yume to ka (愛の夢とか)                                                                   | Sueños de amor*                                          |
| 2014 | Hikaru Okuizumi      | Tōkyō jijoden (東京自叙伝)                                                                      | La autobiografía de Tokyo*                               |
| 2015 | Kaori Ekuni          | Yamori Kaeru Shijimichō (ヤモリ、カエル、シジミチョウ)                                          | Geckos, ranas y mariposas*                               |
| 2016 | Akiko Itoyama        | Hakujyō (薄情)                                                                                  | Insensible*                                              |
| 2016 | Yū Nagashima         | San no Tonari wa Gogōshitsu (三の隣は五号室)                                                    | El cuarto 5 está al lado del 3*                          |
| 2017 | Hisaki Matsuura      | Meiyo to Kōkotsu (名誉と恍惚)                                                                   | Honor y éxtasis*                                         |
| 2018 | Tomoyuki Hoshino     | Honō (焰)                                                                                       | Flama*                                                   |
| 2019 | Kiyoko Murata        | Hi-zoku (飛族)                                                                                  | Tribu voladora*                                          |
| 2020 | Kenichiro Isozaki    | Nihon mōmai zenshi (日本蒙昧前史)                                                               | La oscura prehistoria de Japón*                          |
| 2021 | Hitomi Kanehara      | Ansōsharudisutansu (アンソーシャルディスタンス)                                                 | Distancia antisocial*                                    |
| 2022 | Banana Yoshimoto     | Miton to fubin (ミトンとふびん)                                                                 | Manoplas y botellas*                                     |
| 2023 | Kikuko Tsumura       | Suishagoya no Nene (水車小屋のネネ)                                                             | Nene del molino de agua*                                 |
| 2024 | Tomoka Shibasaki     | Tsudzuki to hajimari (続きと始まり)                                                             | Continuación y comienzo*                                 |